# Francisco Puelles
Francisco Javier Puelles Gana (Santiago, 4 de diciembre de 1984), también conocido como Chapu, es un actor y artista circense chileno. Es conocido por participar en los programas Calle 7 y Circo de estrellas, resultando ganador en ambas competencias. También se ha desempeñado como actor en varias telenovelas de Televisión Nacional y Mega.

## Carrera
Inició como actor en el programa Pasiones en 2008. En 2009 ingresó a Calle 7 siendo el ganador de la primera y la segunda temporada; ganó 5 millones de pesos chilenos por cada temporada. [cita requerida] También fue un competidor en la temporada 3 y 4. Puelles fue uno de los competidores más populares del programa. abandonando el programa a principios de 2011 para integrarse al área dramática de TVN.
Desde los 14 años se mantuvo trabajando en teatro, que lo llevó a Buenos Aires a perfeccionarse, y que le permitió ganar Circo de estrellas e inaugurar “El circo de Chapu” y ser invitado por Quena Rencoret a sumarse al área dramática de TVN.
Actuó en la serie Amores de Calle como Antonio en el episodio piloto, más tarde como Diego.
Puelles tiene dos canciones, «Afortunado» (2009) y «Mejor soltero» (2010).
Puelles también tiene su propio circo llamado Universal Circus: El circo de Chapu, inaugurado en Talca, Chile. En Calle 7 hizo su propio docu-reality. En 2010 Puelles fue el ganador de la Corrida Brooks en Santiago.
Luego de haber tenido roles secundarios en Témpano (2011) y Pobre rico (2012); en 2013, Chapu obtuvo su primer rol coprotagónico en Somos los Carmona interpretando el personaje de "Alberto Carmona".
A comienzos de 2014 deja el Área Dramática de TVN, para ser parte de la nueva Área Dramática de Mega y integrarse al elenco de Pituca sin lucas; posteriormente en 2016 formar parte de la teleserie vespertina Pobre gallo, y durante 2017 formar parte del elenco de la también vespertina Tranquilo papá.
Además de su faceta como actor, también tiene su propio circo llamado Universal Circus: El circo de Chapu, inaugurado en la ciudad de Talca.
Desde el fin de Tranquilo papá, se mantiene alejado de la televisión para realizar diversos emprendimientos, como un hostal en el sector de El Quisco.

## Vida personal
Entre 2010 y 2013 mantuvo una relación con la modelo y compañera de Calle 7 Catalina Vallejos. Posteriormente se vinculó con la también actriz María de los Ángeles García, con quien terminó en abril de 2016.
Desde entonces se le vinculó a la actriz Montserrat Ballarín, a quien conoció en las grabaciones de Pituca sin lucas. Sin embargo la relación solo fue confirmada en diciembre de 2017. En marzo de 2020 confirmaron que esperan su primer hijo.

## Filmografía

### Películas
| Año  | Título               | Personaje         |
| ---- | -------------------- | ----------------- |
| 2015 | Toro Loco sangriento | Hijo de Toro Loco |

### Televisión
| Año       | Título            | Personaje           |
| --------- | ----------------- | ------------------- |
| 2009-2011 | Calle 7           | Ganador (Temp. 1y2) |
| 2011      | Témpano           | Silvio Ramírez Ruiz |
| 2012-2013 | Pobre rico        | Rodrigo Parra       |
| 2013-2014 | Somos los Carmona | Alberto Carmona     |
| 2014-2015 | Pituca sin lucas  | Salvador Gallardo   |
| 2016      | Pobre gallo       | Lincoyán Huayquimil |
| 2016-2017 | Señores papis     | Rafael Miranda      |
| 2017-2018 | Tranquilo papá    | Cristóbal Anguita   |

### Vídeos musicales
| Año  | Título | Artista          | Personaje |
| ---- | ------ | ---------------- | --------- |
| 2014 | «Juro» | Daniela Castillo | Novio     |

## Discografía

### Sencillos
| Año  | Título          | Álbum   |
| ---- | --------------- | ------- |
| 2009 | «Afortunado»    |         |
| 2010 | «Mejor soltero» | Calle 7 |

## Premios y nominaciones
Premios Caleuche
| Año  | Categoría                           | Trabajo     | Resultado |
| ---- | ----------------------------------- | ----------- | --------- |
| 2017 | Mejor actor de soporte - Teleseries | Pobre gallo | Nominado  |